# Ośrodek Zapasowy Wołyńskiej Brygady Kawalerii
Ośrodek Zapasowy Wołyńskiej Brygady Kawalerii (OZ Wołyńskiej BK) – oddział kawalerii Wojska Polskiego.
Ośrodek Zapasowy Wołyńskiej Brygady Kawalerii nie istniał w organizacji pokojowej Wojska Polskiego. Był Jednostką mobilizowaną zgodnie z planem mobilizacyjnym „W”, w I rzucie mobilizacji powszechnej przez 2 pułk strzelców konnych w Hrubieszowie. W niektórych publikacjach używano też nazwy Ośrodek Zapasowy Kawalerii „Hrubieszów”.

## Formowanie i przekształcenia organizacyjne
Mobilizację Ośrodka Zapasowego Wołyńskiej Brygady Kawalerii rozpoczęto z chwilą ogłoszenia mobilizacji powszechnej 31 sierpnia 1939 w Hrubieszowie w koszarach 2 pułku strzelców konnych. 
Ośrodek miał być formowany według organizacji wojennej L.3027/mob.org., ukompletowany zgodnie z zestawieniem specjalności L.3027/mob.AR oraz uzbrojony i wyposażony zgodnie z wojennymi należnościami materiałowymi L.3027/mob.mat.. W skład ośrodka miały wejść Oddziały Zbierania Nadwyżek 2 pułku strzelców konnych, 19 pułku ułanów i 21 pułku ułanów oraz dywizjon szkolny kawalerii KOP „Niewirków”, zmobilizowane w swoich macierzystych garnizonach po wyjeździe pułków Wołyńskiej Brygady Kawalerii na zachodnią granicę do składu Armii „Łódź”. Ośrodek miał za zadanie uzupełniać składy osobowe 19 puł., 21 puł., 2 psk oraz wszystkich pododdziałów kawalerii ze składu Wołyńskiej BK: 4 szwadronu kolarzy, 4 szwadronu łączności i 8 szwadronu pionierów. Dodatkowo miał zadanie formować uzupełnienia dla szwadronów kawalerii dywizyjnej nr 13, 27 i 3 i szwadronów kawalerii KOP ze środkowo wschodniej części kraju. Stanowił też bazę mobilizacyjną dla szwadronu „krakusów” Rejonu PW Konnego Hrubieszów. 
Od chwili wejścia w życie mobilizacji powszechnej 31 sierpnia 1939, do siedziby ośrodka w koszarach 2 psk w Hrubieszowie przybywali mający karty mobilizacyjne oficerowie, podchorążowie, podoficerowie i szeregowi rezerwy. Wieczorem 1 września przybył przewidziany na dowódcę OZ Wołyńskiej BK ppłk Kazimierz Halicki i na bazie kadry 2 psk pozostałej w garnizonie rozpoczął mobilizację ośrodka.
Planowany skład ośrodka:                
- dowództwo,
- szwadron gospodarczy,
- 4 szwadrony liniowe,
- szwadron km,
- pluton pionierów,
- pluton łączności,
- pluton kolarzy[1].

Dowództwo Ośrodka Zapasowego Wołyńskiej Brygady Kawalerii:
- dowódca - ppłk Kazimierz Halicki
- zastępca dowódcy - mjr Wacław Szepietowski
- kwatermistrz - rtm. Michał Radzimiński[4],
- oficer materiałowy - rtm. Piotr Wielgosz,
- oficer gospodarczy - kpt. int. Jan Antoni Łyzoń[5].

W okresie od 31 sierpnia do 7 września, w skład ośrodka ze zmobilizowanych żołnierzy 2 psk weszło z oddziału nadwyżek ponad 500 szeregowych i ok. 700 koni. Ze szwadronu zapasowego 2 psk ok. 100 strzelców i 150 koni. Z oddziałów nadwyżek 19 i 21 puł. dotarło do ośrodka łącznie 24 oficerów, 950 szeregowych uzbrojonych i umundurowanych i 320 koni. Tylko ze szwadronu zapasowego 21 puł. przybyło 600 umundurowanych i uzbrojonych ułanów i 200 koni pod dowództwem mjr. Eugeniusza Wiszniowskiego. Do ośrodka dołączono również szwadrony marszowe 2 psk, 19 i 21 puł., a ponadto uzupełnienia marszowe szwadronu kolarzy nr 4, plutonu km i nadwyżki dwóch szwadronów kawalerii dywizyjnej nr 13 i nr 27 oraz szwadronu pionierów nr 8 (po plutonie) wyposażone i uzbrojone. W dyspozycji dowódcy ośrodka pozostawały dwie kolumny taborowe. Do chwili pobytu ośrodka w Hrubieszowie w dalszym ciągu napływali rezerwiści łącznie przybyło 70 oficerów, 70 podchorążych i do 1500 szeregowych. W koszarach 2 psk z magazynów pozyskano 2 ckm wz. 08 i 1 ckm wz. 30, 3 rkm i 20 kbk nowe. Ponadto 900 kbk użytku bieżącego, 500 szabel i 100 lanc oraz sprzęt ćwiczebnego plutonu łączności. Wydano amunicję 2000 szt. na każdy ckm i rkm i 200 szt. na każdy kbk. Szwadrony marszowe posiadały nowe umundurowanie i wyposażenie. Dla nadwyżek mobilizacyjnych i napływających rezerwistów, wydano z magazynów 2000 szt. umundurowania sukiennego z użytku bieżącego, 2000 szt. płaszczy z użytku bieżącego i 1000 szt. umundurowania drelichowego z użytku bieżącego. Dodatkowo było 700 szt. rzędów końskich różnych wzorów i ok. 200 szt. niekompletnych. Z kompletnymi ambulansami medycznym i weterynaryjnym i 6 kuchniami polowymi w złym stanie technicznym. Z 19 puł. przybyło (szwadron zapasowy i nadwyżki mobilizacyjne) 10 oficerów i 600 szeregowych uzbrojonych i wyposażonych z 200 końmi. z 21 puł. (szwadron zapasowy i nadwyżki mob.) 14 oficerów i 350 szeregowych oraz 120 koni. Z 8 szwadronu pionierów 1 oficer, 40 szeregowych uzbrojonych, wyposażonych i ze sprzętem ćwiczebnym szwadronu. Dodatkowo z każdym z pułków przybył samochód ciężarowym w dobrym stanie. Z Rejonu Przysposobienia Wojskowego Krakusów, sformowano szwadron kawalerii rtm. Tomasza Wdziękońskiego, który wszedł w skład OZ Wołyńskiej BK. Po 5 września ze składów OK II pobrano brakujące uzbrojenie i amunicję. Ze względu na brak siodeł do 10 września zarekwirowano w Hrubieszowie i okolicy 350 rowerów dla dwóch szwadronów i plutonu łączności. Sformowane pododdziały ze względu na bombardowania rozśrodkowano do pobliskich wsi. 
Ogółem do 10 września sformowano więcej szwadronów niż przewidywał ramowy etat OZKaw. 10 września o godz. 18.00 ppłk Kazimierz Halicki został podporządkowany dowódcy Grupy „Włodzimierz” gen. bryg. Kazimierzowi Sawickiemu, który postawił dowódcy OZ Wołyńskiej BK zadanie obrony Sokala, poprzez zamknięcie dróg Sokal-Poryck i Horochów-Łuck grupą bojową „Sokal”. Ponadto oddziałem wydzielonym miał zamknąć przeprawę promową na Bugu w Kryłowie. W tym celu dokonał reorganizacji swojego ośrodka. Wydzielił z niego w pełni uzbrojone i wyposażone w miarę możliwości Zgrupowanie Kawalerii ppłk. Kazimierza Halickiego pod swoim dowództwem. Pozostałych żołnierzy z niewielką ilością uzbrojenia i bez wyposażenia bojowego wydzielono, funkcjonowali on dalej jako Ośrodek Zapasowy Wołyńskiej Brygady Kawalerii i odesłano ich pod dowództwem mjr. Edwarda Daniłło-Gąsiewicza z 19 puł. do Białokrynicy koło Krzemieńca. Po przybyciu na miejsce około 14-15 września OZ Kaw. został zakwaterowany w koszarach 12 pułku ułanów. Dalsze jego losy po 17 września są nieznane. Major Daniłło-Gąsiewicz dostał się do sowieckiej niewoli i między 4 a 7 kwietnia 1940 został zamordowany w Katyniu.